# Twenterand
Twenterand és un municipi de la província d'Overijssel, al centre-est dels Països Baixos. Fou establert en 2001 de la unió dels antics municipis de Vriezenveen i Den Ham.
L'1 de gener de 2009 tenia 33.605 habitants repartits per una superfície de 108,17 km² (dels quals 1,88 km² corresponen a aigua). Limita al nord amb Ommen i Hardenberg, a l'est Tubbergen i al sud amb Hellendoorn, Wierden i Almelo.

## Centres de població
| Nom                          | Població |
| ---------------------------- | -------- |
| Den Ham                      | 5804     |
| Geerdijk                     | 360      |
| Vriezenveen                  | 13.389   |
| Vroomshoop                   | 9270     |
| Westerhaar-Vriezenveensewijk | 4740     |
| Font:                        |          |

## Política
| Eleccions locals            | Eleccions locals | Eleccions locals | Eleccions locals | Eleccions locals |
| --------------------------- | ---------------- | ---------------- | ---------------- | ---------------- |
| Partit                      | 2000             | 2006             | 2010             | 2014             |
| CDA                         | 11               | 9                | 7                | 7                |
| PvdA                        | 4                | 5                | 3                | 1                |
| ChristenUnie                | 4                | 3                | 4                | 4                |
| Gemeentebelangen Twenterand | -                | 2                | 7                | 7                |
| VVT                         | 3                | 2                | 1                | 1                |
| HvT                         | -                | 1                | -                | -                |
| SGP                         | 1                | 1                | 1                | 2                |
| D66                         | -                | -                | -                | 1                |
| Total                       | 23               | 23               | 23               | 23               |